# Alison dos Santos
Pour les articles homonymes, voir Dos Santos.
Alison Brendom Alves dos Santos (né le 3 juin 2000 à São Joaquim da Barra) est un athlète brésilien, troisième meilleur performeur de l'histoire du 400 mètres haies en 46 s 29. Il est champion du monde de la discipline en 2022 à Eugene.

## Biographie

### Enfance
Alison dos Santos est victime d'un accident domestique à l'âge de dix mois en recevant de l'huile bouillante sur la tête. Cet accident lui laissera des cicatrices à vie sur le visage.

### Débuts
Médaillé d'or du relais 4 × 400 mètres mixte lors des championnats du monde jeunesse de 2017, il remporte la médaille de bronze du 400 mètres haies lors des championnats du monde juniors de 2018.
En 2019, il remporte la médaille d’or du 400 m haies et la médaille d'argent du relais 4 x 100 m lors des championnats d’Amérique du Sud, puis s'impose sur 400 m lors des championnats d'Amérique du Sud juniors en signant son record personnel sur la distance à 45 s 79. Le 28 avril 2019, il porte le record sud-américain junior du 400 m haies à 48 s 84. En juillet 2019, il remporte le titre des Universiades d'été de Naples et signe un nouveau record continental junior en 48 s 57, devenant à cette occasion le 5e meilleur performeur mondial junior de l'histoire. Il décroche par la suite la médaille d'or des Jeux panaméricains à Lima, dans le temps de 48 s 45.
Il participe aux championnats du monde d'athlétisme 2019 à Doha et se classe 7e de la finale du 400 m haies en portant son record personnel à 48 s 28. Il n'était qu'à 0,25s du médaillé de bronze,.

### Médaillé de bronze à Tokyo (2021)

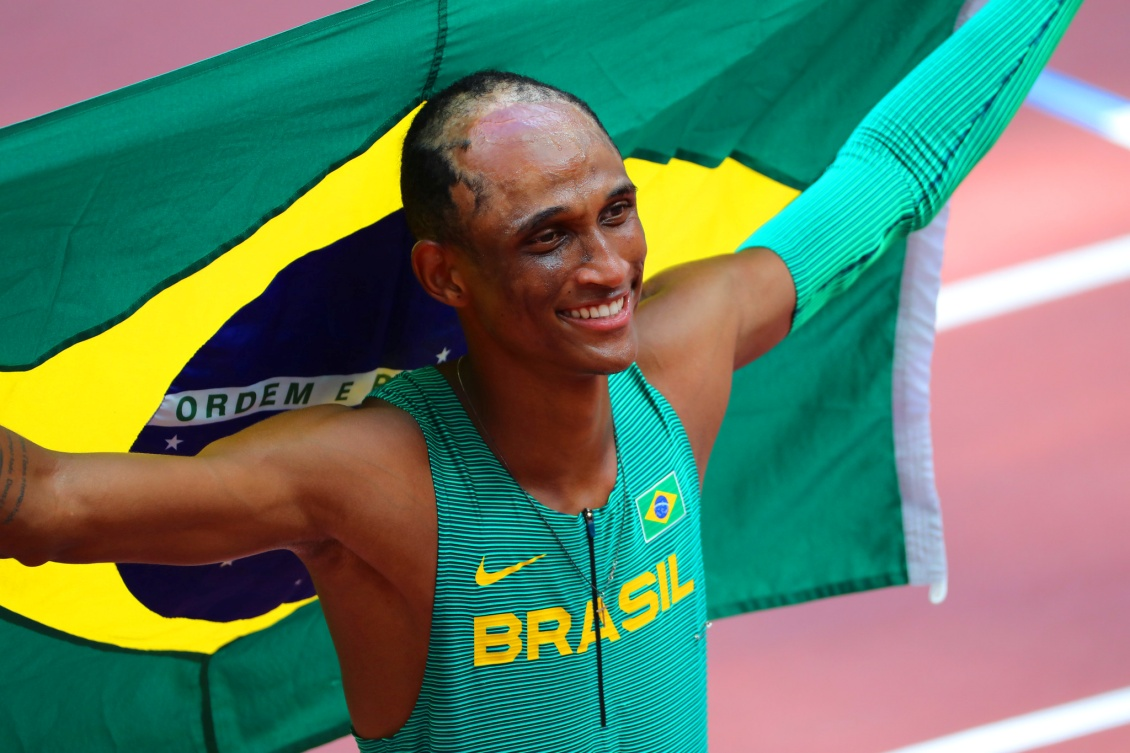
Alison dos Santos en 2021 lors des Jeux olympiques de Tokyo.

En avril 2021, il bat à nouveau son propre record brésilien avec un temps de 48 s 15, à Des Moines, USA. Le 9 mai 2021, il a battu le record d'Amérique du Sud qui appartenait depuis 2005 à l'athlète panaméen Bayano Al Kamani (47 s 84). Alison dos Santos a réalisé le temps de 47 s 68 dans l'étape Mt.Sac du Continental Athletics Tour, en Californie (USA). Le 28 mai 2021, il a de nouveau battu le record sud-américain avec un temps de 47 s 57, à Doha, au Qatar, en participant à la Diamond League. Cette fois, Alison s'est classée 3e au classement mondial. Il était même en tête de liste en avril. Le temps de 47 s 57 le place déjà au 22e rang des meilleurs coureurs de la course de tous les temps,,.
Le 1er juillet 2021, lors de l'étape d'Oslo de la Diamond League, il a de nouveau abaissé son propre record sud-américain, avec un temps de 47 s 38. Cette fois le place, pour le moment, comme le 15e meilleur coureur de l'histoire de la course. Il a amélioré ce record avec 47 s 34, trois jours plus tard, en remportant l'étape de la Stockholm Diamond League,.
Lors du 400 mètres haies masculin aux Jeux olympiques d'été de 2020, à Tokyo, Alison dos Santos établit un nouveau record d'Amérique du Sud en demi-finale en remportant sa série en 47 s 31. En finale, dans la course la plus relevée de l'histoire, il réalise le temps de 46 s 72, nouveau record continental, mais est devancé par le Norvégien Karsten Warholm qui établit un nouveau record du monde en 45 s 94, et par l'Américain Rai Benjamin, qui bat le record dans les Amériques, en 46 s 17. Les trois médaillés olympiques réalisant les trois meilleurs temps de l'histoire de l'épreuve, battant tous l'ancien record du monde de Kevin Young (qui avait duré près de 30 ans et n'était tombé qu'un mois avant les JO). Alison est devenu le 3e meilleure de l'histoire de la course, à seulement 21 ans,,.

### Champion du monde (2022)

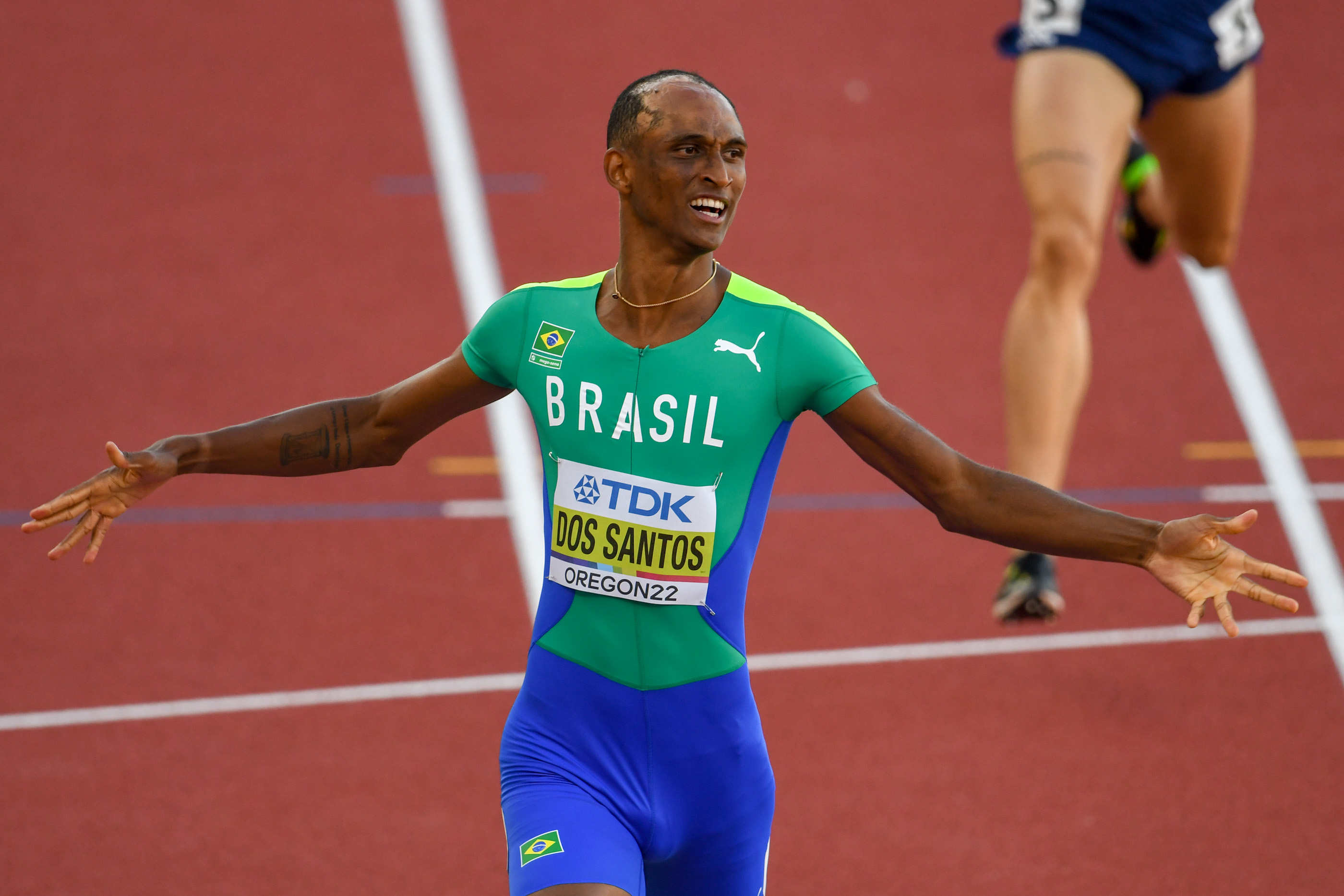
Alison dos Santos lors de sa victoire aux championnats du monde 2022 à Eugene.

En avril 2022, il réalise la 2e meilleure marque brésilienne de l'histoire sur 400 mètres, 44 s 54, une épreuve qui n'est pas sa spécialité et qui lui donne l'indice pour se qualifier pour le championnat du monde d'Eugene (il serait médaillé de bronze au 400m avec cette marque, dans ce championnat).
Il s'illustre au cours de la Ligue de diamant 2022 en s'imposant lors des meetings de Doha (47 s 24), de Eugene (47 s 23), d'Oslo (47 s 26) et de Stockholm où il établit, le 30 juin 2022, la sixième meilleure performance de tous les temps en 46 s 80, sa deuxième meilleure performance personnelle.
Le 19 juillet 2022, lors du 400 m haies des championnats du monde 2022, il devient champion du monde de la discipline avec un nouveau record des championnats et un nouveau record d'Amérique du Sud en 46 s 29, restant toujours le troisième homme le plus rapide de tous les temps mais se rapprochant à 35 centièmes de seconde du record du monde. Il devance Rai Benjamin et l'autre américain Trevor Bassitt.
Vainqueur des meetings de Chorzów et de Bruxelles, il remporte la finale de la Ligue de diamant à Zurich, dans le temps de 46 s 98.

### Deuxième médaille olympique (2024)
Début 2023, une déchirure du ménisque droit contractée à l'entraînement éloigne plusieurs mois dos Santos des pistes.
Il effectue sa rentrée au mois de juillet en 47 s 66 lors du meeting Herculis, où il s'incline face à Warholm. 
Lors des championnats du monde de Budapest il prend la 5e place.
En 2024, dos Santos termine à nouveau 3e des Jeux olympiques, derrière Benjamin et Warholm.

## Palmarès
| Date | Compétition                    | Lieu             | Résultat | Epreuve       | Temps         |
| ---- | ------------------------------ | ---------------- | -------- | ------------- | ------------- |
| 2017 | Championnats du monde cadets   | Nairobi          | 5e       | 400 m haies   | 53 s 98       |
| 2017 | Championnats du monde cadets   | Nairobi          | 1er      | 4 × 400 mixte | 3 min 21 s 71 |
| 2018 | Championnats du monde juniors  | Tampere          | 3e       | 400 m haies   | 49 s 78       |
| 2019 | Championnats d'Amérique du Sud | Lima             | 1er      | 400 m haies   | 49 s 88       |
| 2019 | Championnats d'Amérique du Sud | Lima             | 2e       | 4 × 400 m     | 3 min 4 s 13  |
| 2019 | Universiade                    | Naples           | 1er      | 400 m haies   | 48 s 57       |
| 2019 | Jeux panaméricains             | Lima             | 1er      | 400 m haies   | 48 s 45       |
| 2019 | Championnats du monde          | Doha             | 7e       | 400 m haies   | 48 s 28       |
| 2021 | Jeux olympiques                | Tokyo            | 3e       | 400 m haies   | 46 s 72       |
| 2022 | Championnats du monde          | Eugene           | 1er      | 400 m haies   | 46 s 29       |
| 2022 | Ligue de diamant               | Ligue de diamant | 1er      | 400 m haies   |               |
| 2023 | Championnats du monde          | Budapest         | 5e       | 400 m haies   | 48 s 10       |
| 2024 | Jeux olympiques                | Paris            | 3e       | 400 m haies   | 47 s 26       |

## Records

### Records personnels
| Épreuve     | Marque       | Lieu   | Date            |
| ----------- | ------------ | ------ | --------------- |
| 400 m       | 44 s 54      | Walnut | 16 avril 2022   |
| 400 m haies | 46 s 29 (AR) | Eugene | 19 juillet 2022 |

### Meilleures performances par année
| Année | Temps   | Date              | Lieu    | Rang |
| ----- | ------- | ----------------- | ------- | ---- |
| 2018  | 49 s 78 | 14 août 2018      | Tampere | 90   |
| 2019  | 48 s 28 | 30 septembre 2019 | Doha    | 7    |
| 2020  | N/A     | N/A               | N/A     | N/A  |
| 2021  | 46 s 72 | 3 août 2021       | Tokyo   | 3    |
| 2022  | 46 s 29 | 19 juillet 2022   | Eugene  | 1    |